# Wawilow-Institut für Optik
Das Wawilow-Institut für Optik (GOI) (russisch Государственный оптический институт имени С. И. Вавилова (ГОИ)) in St. Petersburg ist eine Forschungseinrichtung für die Forschung im Bereich der Optik und die Entwicklung und Anwendung von optischen Geräten und Systemen.

## Geschichte
Nach dem Beginn des Ersten Weltkriegs erfuhr die russische Armee sogleich den Mangel an optischen Geräten, da die Einfuhr aus Deutschland unterbrochen war und die entsprechende Industrie in Russland fehlte. Daher begann Dmitri Roschdestwenski, Leiter des Physik-Instituts der Universität St. Petersburg und Vorsitzender der Abteilung für Optotechnik der Kommission zur Untersuchung der natürlichen Produktivkräfte Russlands (KEPS) an der Russischen Akademie der Wissenschaften (RAN), mit einer Gruppe von Wissenschaftlern (I. W. Grebenschtschikow, A. I. Tudorowski und später G. G. Sljusarew, J. G. Jachontow, N. N. Katschalow, A. A. Lebedew und I. W. Obreimow) in der Kaiserlichen Porzellanmanufaktur St. Petersburg optisches Glas herzustellen. Die Produktion endete mit dem wirtschaftlichen Stillstand nach der Oktoberrevolution.
Auf Roschdestwenskis Initiative wurde nach der Oktoberrevolution aus seiner Abteilung für Optotechnik und Tudorowskis Optischem Laboratorium und Rechenbüro 1918 durch Dekret des Volkskommissars für das Bildungswesen Anatoli Lunatscharski das Optik-Institut (GOI) nun in Petrograd gegründet, dessen wissenschaftlicher Leiter Roschdestwenski wurde. Zu Roschdestwenskis wichtigsten Mitarbeitern gehörten A. N. Terenin, W. A. Fock, J. F. Gross, S. E. Frisch, A. A. Gerschun, A. N. Sacharjewski, W. K. Prokofjew und L. W. Schubnikow. Das Institut gliederte sich in eine wissenschaftliche Abteilung und eine technische Abteilung mit Rechenbüro und optischen und mechanischen Werkstätten. Das Institut bekam das Recht auf zollfreie Einfuhr benötigter Hilfsmittel. Das Institut war zunächst im Physik-Institut der Universität untergebracht. Dann bekam es die ehemaligen Schokoladenfabrik A. I. Kolesnikow und benachbarte Häuser zur Verfügung. Durch Einkauf der benötigten Geräte im Ausland wurde es schnell ein international hervorragendes Forschungsinstitut, das von Niels Bohr, Frédéric und Irène Joliot-Curie, Paul Langevin, Jean-Baptiste Perrin, Max Planck, C. V. Raman, Paul Ehrenfest und anderen besucht wurde.
1922 bildete sich eine Optische Vereinigung, die sich 1925 in die Russische Optische Gesellschaft umwandelte.
1923 bestand das GOI aus der wissenschaftlichen Abteilung unter Roschdestwenski, dem Rechenbüro unter Tudorowski, der Abteilung für Geometrische Optik unter S. O. Maisel und dem Laboratorium für optisches Glas unter Grebenschtschikow. Die Beschäftigtenzahl stieg bis 1936 auf 600. Für die Studenten wurde eine Aspirantur eingerichtet. Zu den Arbeitsschwerpunkten gehörten Spektroskopie, Optotechnik, Fotografie, Photometrie und angewandte Optik. Es gab Laboratorien für physiologische Optik, Farbe und Chemie. Ab 1931 gab das GOI das Journal of Optical Technology heraus.
Das GOI arbeitete eng mit der Optik- und Glasindustrie zusammen, insbesondere mit dem aus der Glasproduktion in der Kaiserlichen Porzellanmanufaktur St. Petersburg hervorgegangenen Leningrader Werk für optisches Glas (LenSOS), das die Produktion bis 1933 auf 200 t steigerte und das Land unabhängig von Importen machte. Wegen Streitigkeiten um die Industriebeteiligung trat Roschdestwenski 1932 von seinem Direktorenamt zurück und beschränkte sich auf die Leitung der wissenschaftlichen Abteilung (bis 1939). Roschdestwenskis Nachfolger als Direktor wurde auf Drängen der Industrie das KPdSU-Mitglied I. I. Orlowski statt des empfohlenen S. I. Wawilow, der wissenschaftlicher Vizedirektor wurde. Die Direktoren wechselten dann häufig, bis D. P. Tschechmatajew das Amt übernahm (bis 1950).
Während des Deutsch-Sowjetischen Krieges wurde der größte Teil des GOI nach Joschkar-Ola evakuiert und im dortigen Forstinstitut untergebracht. Aufgabe war nun, Armee und Marine mit den nötigen optischen Geräten zu versorgen. Der in Leningrad verbliebene Teil arbeitete an der Verdunkelung und Tarnung von Schiffen und öffentlichen Gebäuden und stand für Sonderaufgaben der Baltischen Flotte und der Leningrader Front zur Verfügung. Fotoobjektive für die Luftbildfotografie wurden entwickelt.
Nach dem Kriege wurden im GOI Forschung und Entwicklung fortgeführt, wobei die wissenschaftlichen Mitarbeiter relative Freiheit bei dem Aufgreifen neuer Forschungsrichtungen genossen. So machte J. N. Denisjuk die Holografie zu seinem Arbeitsschwerpunkt. Weitere neue Arbeitsgebiete wurden Faseroptik und Lasertechnik. Zu den Direktoren und wissenschaftlichen Vizedirektoren in dieser Zeit gehörten M. M. Miroschnikow, B. A. Jermokow, G. T. Petrowski, W. N. Wassiljew, A. N. Terenin und J. N. Zarewski.
1951 wurde dem Institutsnamen der Name S. I. Wawilows hinzugefügt. 1976 wurde das GOI für seine Leistungen mit dem Orden der Oktoberrevolution ausgezeichnet. 1998 gab das Krim-Observatorium einem 1974 entdeckten Kleinplaneten den Namen (5839) GOI. 2012 wurde das GOI eine Open Joint-Stock Company und 2015 eine Aktiengesellschaft.
Das Wawilow-Institut für Optik ist mittelbar über die Schwabe-Gruppe Teil der staatlichen Rüstungs- und Technologieholding Rostec.

## Wissenschaftliche Bedeutung
Weltweit anerkannt sind die Beiträge des GOI zur Atom- und Molekülspektroskopie, zur Lumineszenz, zur Photochemie, zur Theorie der Gläser, zur nichtlinearen Optik, zur Lichtfeldtheorie sowie zur Photometrie, zur Holografie, zur Faseroptik, zur Lasertechnik und zur Thermografie. Benutzt wird die Dünnschichttechnik und die Nanotechnologie für optische Systeme. Neben Gläsern werden kristalline und keramische Materialien eingesetzt sowie unkonventionelle Materialien wie beispielsweise Beryllium. Weltweit bekannt und angewendet wird die GOI-Polierpaste.
Entwickelt wurden Mikroskope, das erste russische Elektronenmikroskop, Rubinlaser, Helium-Neon-Laser, Wärmebildkameras für Medizin und Industrie, Linsen-Spiegel-Systeme für Satelliten und eine Datenbank für die Simulation von optischen Systemen unter den vielfältigsten Bedingungen einschließlich Raumfahrtbedingungen.
Das GOI arbeitet eng mit der Universität für Informationstechnologien, Mechanik und Optik (ITMO) und mit dem Joffe-Institut zusammen. Kontakte bestehen mit Forschungszentren und Forschungseinrichtungen großer Unternehmen insbesondere in den USA, im Vereinigten Königreich, in Deutschland, Frankreich, Kanada, China und Südkorea.